# 小行星20300
小行星20300  (20300 Arjunsuri)是位於索科洛的林肯近地小行星研究小組在1998年3月24日發現的一顆主帶小行星。
該小行星以2004年再生元科學獎得主阿俊·阿南德·蘇里（Arjun Anand Suri）命名。

## 外部連結
- JPL Small-Body Database Browser on 20300 Arjunsuri （页面存档备份，存于）